# Mistrzostwa Europy w Lekkoatletyce 1946 – skok wzwyż mężczyzn

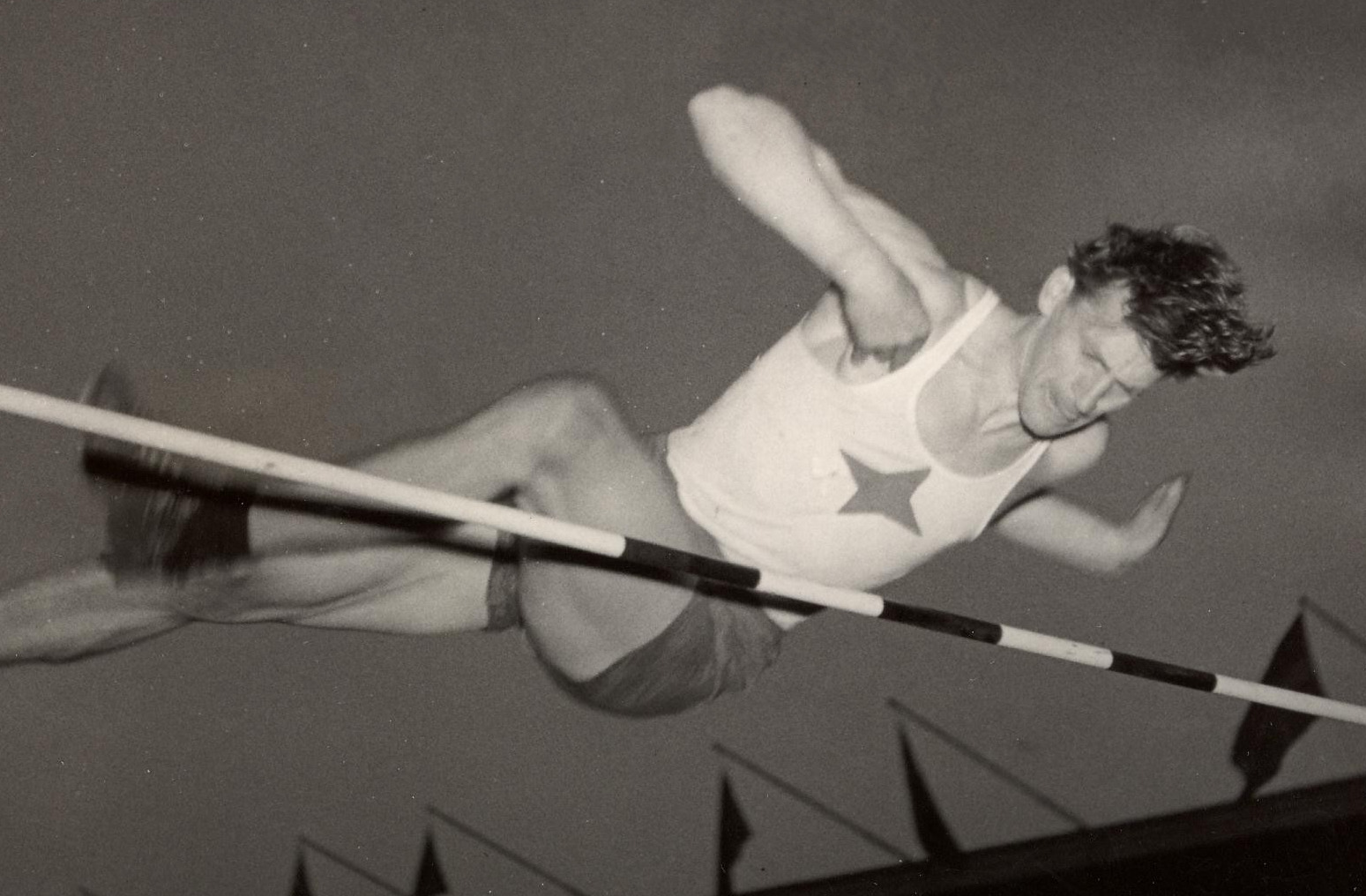
Anton Bolinder

Skok wzwyż mężczyzn był jedną z konkurencji rozgrywanych podczas III Mistrzostw Europy w Oslo. Został rozegrany w piątek, 23 sierpnia 1946 roku. Zwycięzcą tej konkurencji został Szwed Anton Bolinder. W rywalizacji wzięło udział piętnastu zawodników z dwunastu reprezentacji.

## Rekordy
| Rekord świata     | Lester Steers (USA) | 2,11 | Los Angeles, Stany Zjednoczone | 17.06.1941 |
| Rekord Europy     | Kalevi Kotkas (FIN) | 2,04 | Göteborg, Szwecja              | 01.09.1936 |
| Rekord mistrzostw | Kalevi Kotkas (FIN) | 2,00 | Turyn, Włochy                  | 07.09.1934 |

## Wyniki
| Miejsce | Zawodnik           | Wynik |
| ------- | ------------------ | ----- |
| 1       | Anton Bolinder     | 1,99  |
| 2       | Alan Paterson      | 1,96  |
| 3       | Nils Nicklén       | 1,93  |
| 4       | Birger Leirud      | 1,93  |
| 5       | Gunnar Lindecrantz | 1,93  |
| 6       | Alfredo Campagner  | 1,90  |
| 7       | Skúli Guðmundsson  | 1,90  |
| 8       | Georges Audouy     | 1,90  |
| 9       | Ivar Vind          | 1,90  |
| 10      | Joanis Lambru      | 1,85  |
| 10      | Alexander Yggeseth | 1,85  |
| 12      | Petar Vuković      | 1,85  |
| 13      | Václav Hausenblas  | 1,80  |
| 14      | Vladimir Žila      | 1,80  |
| 15      | Hans Wähli         | 1,80  |